# Rostrinucula sinensis
Rostrinucula sinensis là một loài thực vật có hoa trong họ Hoa môi. Loài này được (Hemsl.) C.Y.Wu miêu tả khoa học đầu tiên năm 1965.